# سسیل پیپر
سسیل پیپر (آلمانی: Cécile Pieper؛ زادهٔ ۳۱ اوت ۱۹۹۴) بازیکن هاکی روی چمن زن اهل آلمان است.
از افتخارات وی میتوان به کسب مدال برنز در بازی‌های المپیک تابستانی ۲۰۱۶ اشاره کرد.